# Кісмет (фільм, 1944)
Кісмет (англ. Kismet) — американський пригодницький фільм режисера Вільяма Дітерле 1944 року.

## Сюжет
«Король жебраків» Хафіз, видаючи себе за багатого принца, знайомиться з прекрасною наложницею візира Джаміллой. А молодий каліф держави, переодягнувшись жебраком, щоб дізнатися справжнє життя своєї столиці, знайомиться з чарівною дочкою «короля жебраків» і закохується в неї …

## У ролях
- Рональд Колман — Хафіз
- Марлен Дітріх — Джамілла
- Джеймс Крейг — Халіф
- Едвард Арнольд — великий візир
- Г'ю Герберт — Фейсал
- Джой Пейдж — Марсіна
- Флоренс Бейтс — Карша
- Гаррі Девенпорт — Ага
- Гобарт Кавано — Мулах
- Роберт Воррік — Алфіф